# Rob Kleijs
Rob Kleijs (4 juni 1967) is een Nederlandse radio-dj bij Radio Gelderland. 

## Radio
Kleijs begon bij de omroep toen er nog in week- en weekenddiensten werd gewerkt. De ene week maakte hij doordeweeks programma, de andere week in het weekend. Toen de omroep daarmee stopte ging hij op vaste basis het radioprogramma Op De Koffie presenteren, op werkdagen tussen 10:00 en 13:00 uur. Sinds een aantal jaar wordt het programma tussen 09:00 uur en 12:00 uur uitgezonden. 

## Televisie
Op TV Gelderland  heeft hij diverse programma's gepresenteerd. Waaronder het consumentenprogramma Hallo Gelderland. Zelf ontwikkelde hij de programma's Kluiven met Kleijs en Tuinen van Kleijs die aansluiten op zijn passie voor koken en tuinieren.